# Cynanchum morrenioides
Cynanchum morrenioides là một loài thực vật có hoa trong họ La bố ma. Loài này được Goyder mô tả khoa học đầu tiên năm 1993.